# روابط ایران و پاکستان
روابط ایران و پاکستان روابط دوجانبهٔ بین جمهوری اسلامی ایران و جمهوری اسلامی پاکستان است. با وجود دارا بودن مرز مشترک دریایی و زمینی روابط ایران و پاکستان هیچ‌گاه گرم و صمیمی توصیف نشده؛ اما ایران با امضای قرار داد ۲۵ ساله ایران و چین و استقبال از چند ناوگروه گشت‌زنی پاکستان در سال ۹۹، قدم محکمی در بهبود روابط برداشته‌است. پاکستان نیز سعی بر این دارد از طریق چین روابط خود را با ایران مستحکم‌تر کند؛ همچنین سفر مقامات ارشد دو کشور را می‌توان دلیلی بر بهبود روابط دانست. با این اوصاف می‌توان گفت روابط دو کشور به دلیل برخی عقاید مشترک رو به بهبودی است. پاکستان با هدف کاهش قاچاق و افزایش امنیت، درحال حصارکشی در مرز با ایران است.
در تاریخ پنجشنبه ۲۸ دی‌ماه ۱۴۰۲ خورشیدی،
تنشی بین جمهوری اسلامی ایران و پاکستان به‌وقوع پیوست.دولت پاکستان گذرگاه‌های مرزی خود با ایران را مسدود کرد و انتقال سوخت، واردات نفت و سایر فرآورده‌های نفتی را ممنوع اعلام نمود.
در جریان جنگ اسرائیل و ایران در ژوئن ۲۰۲۵، مجلس سنای پاکستان طرح ارائه شده برای حمایت از ایران در برابر اسراییل را به تصویب رساند. همچنین وزیر دفاع پاکستان در صحن علنی مجلس این کشور با محکومیت حمله اسراییل گفت که پاکستان در کنار ایران ایستاده و به همکاری با آن در مجامع بین المللی ادامه خواهد داد. ‌

## تاریخچه
ایران‌زمین نام سرزمینی بوده که علاوه بر کشور ایران کنونی سرزمین‌های دیگری نظیر پاکستان و افغانستان را در خود جای داده بود.
ایرانی (هند) نام گروهی از زرتشتیان هند و پاکستان است که در زمان قاجار از ایران به شبه قاره هند مهاجرت کردند.
بلوچستان سرزمینی است که بیشترین خاک کشور پاکستان را تشکیل می‌دهد و نیز بزرگ‌ترین استان ایران است و این باعث روابط بیشتر دو کشور شده‌است.
وجود برخی از طوایف بزرگ مانند براهویی در دو طرف مرز.
سیستان نام ناحیه بزرگ است که بخش‌هایی را در کشورهای پاکستان، افغانستان و ایران را در بر می‌گیرد.
حضور قوم بزرگ تاجیک در هر دو کشور.
بهرام گور به هند (جنوب شرق پاکستان امروزی) حمله کرد و شهر کراچی را گرفت.
کیانی (طایفه) قومی بزرگ که در هر دو کشور پراکندگی دارند.
ممسنی (ایل لر) قومی بزرگ که در هر دو کشور پراکندگی دارند.
شیعیان در ایران و پاکستان وجه مشترک است و ایران و پاکستان، کشورهای دارای بیشترین جمعیت شیعه در جهان هستند.

## روابط فرهنگی
برقع نام پوششی است که بیشتر زنان بلوچ در ایران و پاکستان استفاده می‌کنند.
حضور فعال هر دو کشور در مسابقات جام اکو.
ممنوعیت نشر کتاب آیات شیطانی به قلم سلمان رشدی و برگزاری تظاهرات خیابانی در پاکستان بر حمایت از فتوای اعلام ارتداد و اعدام وی توسط خمینی.
دعوت از نوازندگان برجسته پاکستانی در جشنواره انجمن ملی روابط فرهنگی توسط فرح پهلوی.

## گردشگری
سال ۱۳۹۷ ه‍.ش صدها هزار پاکستانی برای مقاصد گردشگری مذهبی به ایران (به ویژه شهرهای قم و مشهد) سفر کردند. به تصدیق سرپرست اداره کل راهداری و حمل و نقل جاده ای سیستان و بلوچستان، بیش از یکصد هزار زائر پاکستانی از طریق مرز میرجاوه وارد کشور شدند که ۶۴ هزار و ۱۰۰ نفر آنان همزمان با ماه‌های محرم و صفر بوده‌است.

## روابط سیاسی

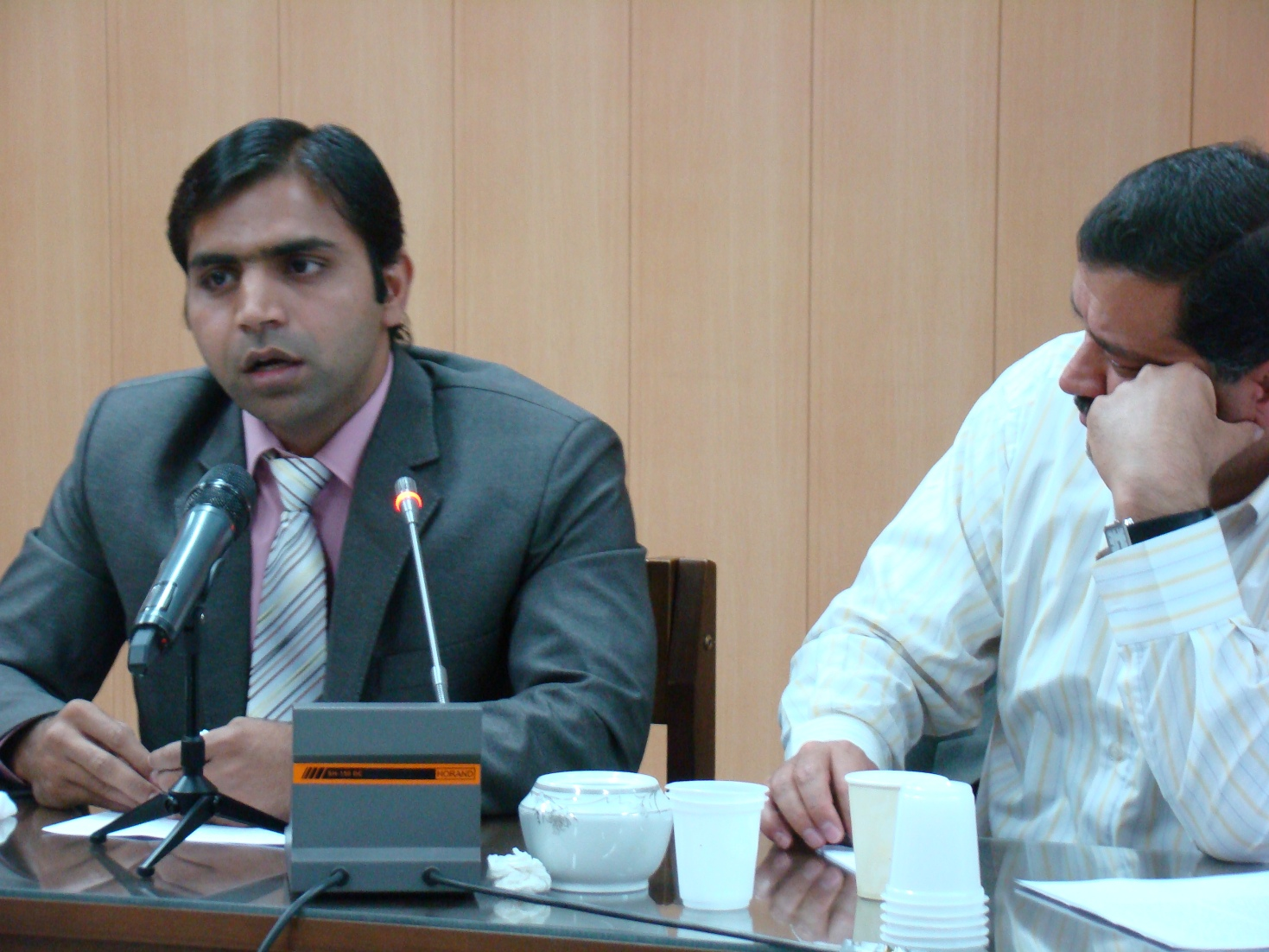
محمد عرفان مقصود در نشست روابط بین ایران و پاکستان

ملالی جویا جوانترین عضو پارلمان یا ولسی جرگه افغانستان است که تعلیق شده روزگاری را، هم در پاکستان و هم در ایران پناهنده بوده‌است.
ایران و پاکستان در پروژه سزامی در کنار یکدیگر قرار دارند.
حضور دو کشور در سازمان همکاری منطقه‌ای برای عمران در قبل از انقلاب که پس از انقلاب ایران از آن کناره‌گیری کرد. این سازمان بعداً به سازمان اکو تغییر نام داد و ایران مجدداً به عضویت آن درآمد.
دفتر حفاظت منافع ایران در آمریکا قسمتی از سفارت پاکستان درخیابان ویسکانسین در واشینگتن دی سی است و نماینده غیررسمی جمهوری اسلامی ایران در ایالات متحده آمریکا می‌باشد. بر اساس گفته سخنگوی وزارت خارجه پاکستان ۷۰ الی ۸۰ دیپلمات ایرانی در این دفتر فعالیت می‌کنند.
ربوده شدن رابرت لوینسون در مرز بین پاکستان و ایران و افغانستان.
عضویت مشترک در پیمان سنتو در ۱۹۵۵
همکاری ایران و پاکستان در خصوص انرژی هسته‌ای و حضور دانشمندان پاکستانی در مراکز هسته‌ای ایران بنا بر گزارش آژانس بین‌المللی انرژی اتمی.
همکاری ایران و اسرائیل در پروژه شکوفه به بهانه توسعه سلاح‌های دور برد هند و پاکستان.
تشویق و تحریک و حمایت رهبران جهادی افغانستان علیه تشکیل حکومت کمونیستی در افغانستان از سوی علمای اسلام در ایران و پاکستان.
در جریان جنگ اسرائیل و ایران در ژوئن ۲۰۲۵، مجلس سنای پاکستان طرح ارائه شده برای حمایت از ایران در برابر اسراییل را به تصویب رساند. همچنین وزیر دفاع پاکستان در صحن علنی مجلس این کشور با محکومیت حمله اسراییل گفت که پاکستان در کنار ایران ایستاده و به همکاری با آن در مجامع بین المللی ادامه خواهد داد. ‌

## همکاری در زمینه مبارزه با تروریسم
انتصاب افسران رابط در جریان سفر ۹ بهمن‌ماه ۱۴۰۲ وزیر امورخارجه ایران به پاکستان اتخاذ شد.رابط پاکستانی از اعضای ارتش پاکستان و همتای ایرانی او از سپاه پاسداران انقلاب اسلامی است. براساس توافق، افسران پاکستانی در زاهدان ایران مستقر است و افسران ایرانی نیز در تربت بلوچستان اقامت دارند. 

## روابط اقتصادی
احداث خط لوله صلح برای صدور گاز ایران از طریق پاکستان به هند، ارتباط محلی و صیادی از طریق خلیج گواتر و عضویت هر دو کشور در سازمان همکاری شانگهای در سال ۲۰۰۴ از موارد شاخص رابطه اقتصادی دو کشور است.
آمار رسمی موجود در خصوص حجم صادارات و واردات میان ایران و پاکستان، حاکی است در سال ۱۳۹۴، کل دادوستد تجاری رسمی میان دو کشور تنها ۸۶۱ میلیون دلار بوده‌است.
این رقم در سال ۱۳۹۵ سیر صعودی خود را آغاز کرد. اعداد و ارقام مربوط به سال ۱۳۹۵ حاکی است حجم تجارت دوسویه بین ایران و پاکستان در این سال، به بیش از یک میلیارد و ۱۵۰ میلیون دلار افزایش یافت. انتظار می‌رود در پایان سال جاری، تجارت میان دو کشور نسبت به سال گذشته نیز افزایش یابد. ارزش اقلام صادراتی ایران به پاکستان در سال ۱۳۹۵ بیش از ۷۹۵ میلیون دلار و واردات از این کشور همسایه حدود ۳۶۵ میلیون دلار بود.
راه‌آهن کویته پاکستان به زاهدان ایران را که دارای دو نوع خط عریض و استاندارد است، می‌توان ادامه راه‌آهن هندوستان به‌شمار آورد که در سال‌های ۱۲۹۷ و ۱۲۹۸ (۱۹۱۸–۱۹۱۹ میلادی) در قاره آسیا و شبه قاره هند به طول ۶۰۰ کیلومتر از کویته به سمت زاهدان در مدت کمتر از ۲ سال ساخته شد. امروزه سیمان، قیر، گوگرد، گل سرخ و مانده موم عمده کالاهای صادراتی ایران از این خط ریلی به پاکستان است. عمده کالاهای وارداتی ایران از این مسیر ریلی کنجد، برنج خوراکی و عمده کالاهای ترانزیتی گوگرد خام است.

## تنش‌های قومی - مذهبی
گروه جندالله در خاک پاکستان است که به مبارزه مسلحانه با ایران می‌پرداخت که با دستگیری عبدالمالک ریگی توسط نیروهای اطلاعاتی ایران این گروه نیز از هم پاشید و جای خودرا به گروه جیش العدل داد.

### وقایع
در ۲۶ ژوئیه ۲۰۱۷ پلیس استان پنجاب پاکستان به محمد طاهر محمود اشرفی، رئیس شورای علمای پاکستان، هشدار داده‌است که حفاظت خود را تأمین کند زیرا افراد وابسته به ایران قصد ترور وی را دارند. در همین رابطه تعدادی از کسانی که در ایران آموزش گرفته‌اند توسط پلیس پنجاب، دستگیرشده‌اند.

## سایر موارد
همچنین قسمتی از مرزهای مشترک دو کشور زیستگاه یوزپلنگ آسیایی می‌باشد.
گاندو کروکودیلی است که در هر دو کشور زیستگاه دارد.
زیستگاه مشترک سنجاب بلوچی وزغ بلوچی.
تیهو پرنده‌ای که در هر دو کشور زیستگاه مشترک دارد.
غذاها و آشپزی مشترک.

## دفاتر نمایندگی

### دفاتر نمایندگی ایران در پاکستان
- سفارت ایران در اسلام‌آباد
- کنسولگری ایران در کراچی
- کنسولگری ایران در لاهور
- کنسولگری ایران در پیشاور
- کنسولگری ایران در کویته
- رایزنی ایران در اسلام‌آباد
- خانه فرهنگ ایران در راولپندی
- خانه فرهنگ ایران در کراچی
- خانه فرهنگ ایران در لاهور
- خانه فرهنگ ایران در پیشاور
- خانه فرهنگ ایران در کویته
- خانه فرهنگ ایران در حیدرآباد
- خانه فرهنگ ایران در مولتان (به علت مسایل امنیتی تعطیل شد)
- دفتر صدا و سیمای ایران در اسلام‌آباد
- دفتر خبرگزاری ایرنا در اسلام‌آباد (در شهرهای دیگر دفتر محلی دارد)
- دفتر سازمان تحقیقات ایران در اسلام‌آباد
- دفتر وزارت بازرگانی در کراچی
- دفتر هواپیمایی ایران ایر در کراچی

### دفاتر نمایندگی پاکستان در ایران
- سفارت پاکستان در تهران
- کنسولگری پاکستان در مشهد
- کنسولگری پاکستان در زاهدان
- دفتر نمایندگی پاکستان در قم
- دفتر هواپیمایی PIA در تهران

## سفرا

### پهلوی
در پی پیوستن ایران به پیمان بغداد، در تاریخ ۷ آذر ۱۳۳۴ خورشیدی سفرای ایران در کشورهای عضو این پیمان تغییر کرد و سرلشکر نادر باتمانقلیچ به سمت سفیر کبیر ایران در پاکستان منصوب شد.
هوشنگ انصاری سفیر دولت شاهنشاهی ایران در پاکستان بود.
حسن پاکروان سفیر دولت شاهنشاهی ایران در پاکستان بود.

### بعد از انقلاب ۱۳۵۷
- صادق احسانبخش نماینده خمینی در کنترل کنسولگری‌های پاکستان و هند و بنگلادش.
- فهرست سفیران ایران در پاکستان